# Nagy László (bűnöző)
Nagy László (Budapest, 1970 – 2007. július 13.) A bíróság jogerős ítélete alapján a móri bankrablás során társtettesként hét emberrel egymaga végzett, a veszprémi postásgyilkosságot pedig egyedül követte el.

## Élete
Tatabányán élt. Militarista jellemű volt, különös vonzódást érzett a lőfegyverek iránt. Börtönőrként dolgozott, majd egy festékboltban volt eladó, árubeszerző. 1998-ban szerződéses katonaként szolgált az 1. Honvéd Tűzszerész és Aknakutató Zászlóaljnál is.
Első gyilkosságát feltehetőleg még 1997-ben követte el, a dunakeszi belügyi objektum fegyvermestere sérelmére, akiről biatorbágyi eltűnését követően tíz évig semmit sem lehetett tudni. Az áldozat elásott holttestét tíz évvel később, Nagy elfogását követően és az ő vallomása alapján találták meg a rendőrök 2007 őszén, Páty külterületén.
2002 májusában ő és társa, Weiszdorn Róbert az Erste Bank móri fiókját rabolták ki, miközben meggyilkoltak 8 ügyfelet és banki alkalmazottat. Az eset megdöbbentette az országot, a magyar kriminalisztika történetében ilyen véres bankrablás még nem történt addig (az ügyet öt évvel később, 2007. decemberében zárták csak le.)
2003. június 24-én egy veszprémi postást gyilkolt meg egy panelház földszintjén hidegvérrel a nála lévő kikézbesítendő pénzért. Hosszú évekig nem tudták elfogni, fantomrajz után (a magyar kriminalisztika történetében valakiről először) fantomszobrot is készítettek róla.
Egy Tatabánya melletti erdőben rendszeresen lőgyakorlatokat végzett.
Nagy László megrögzött lelkiismeretlen bűnöző volt. A bankban gyakorlatilag kivégezte áldozatait. A rabolt pénzek egy részéből tartozásait fizette ki. A bűncselekményeket tervszerűen hajtotta végre. A móri bankrablást követően elkérte Weiszdorn Róbert cipőjét és pár ruháját mondván: ő majd eldugja azokat. Később pedig azzal az ürüggyel, hogy festeni akar, további ruhákat kért kölcsön tőle. Nagy László tehát előre számolva a lebukás veszélyével, direkt Weiszdorn ruhájában követte el a postásgyilkosságot, hogy a szagminta Weiszdorn Róberthez vezesse el a nyomozókat.
2007 tavaszán fogták el Tatabányán, amikor édesanyjától távozott. Nagy László soha nem tett beismerő vallomást. Elmondása szerint a móri bankrablást Weiszdorn Róbert és egy Radó nevezetű szerb férfi követte el. Azt nem tagadta, hogy járt a helyszínen, de állítása szerint ő csak a sofőr volt a bankrablásnál. A börtönben naplót írt, amit a hatóságok tudta nélkül, levélben küldött ki a feleségének. A kézirat Nothoff Ingrid bűnügyi újságíróhoz jutott, aki könyvet írt belőle, amely 2008 júliusában jelent meg. Az irománynak az a különlegessége, hogy Nagy László további négy emberölésről tesz említést benne. A kézirat alapján a rendőrök megtaláltak egy holttestet.
Nagy László 2007. július 13-án, pénteken öngyilkos lett a zárkájában.
Nothoff Ingrid bűnügyi újságíró az Én vagyok a móri mészáros? című könyvet Nagy Lászlóról írta.